# 光华路街道 (安阳市)
光华路街道，是中华人民共和国河南省安陽市文峰区下辖的一个乡镇级行政单位。

## 行政区划
光华路街道下辖以下地区：
光华社区、官园社区、春华苑社区、永泰社区、聂村和后张村。